# Luna 3
Luna 3 bila je sovjetska svemirska sonda i druga svemirska letjelica koja je proletjela kraj Mjeseca i koja je prva slikala tamnu stranu našeg prirodnog satelita. Lansirana 4. listopada 1959. slala je podatke do 29. travnja 1960. Iako je vratila prilično loše slike prema kasnijim standardima, povijesni, nikad viđeni pogledi na daleku stranu Mjeseca izazvali su uzbuđenje i zanimanje kad su bili objavljeni širom svijeta, a okvirni Atlas daleke strane Mjeseca bio je nastao nakon obrade slike poboljšala je slike.

## Prve slike tamne strane Mjeseca
Sedmog listopada 1959. godine čovječanstvo je po prvi put dobilo priliku vidjeti kako izgleda druga strana Mjeseca. Radi se o tome da je Mjesec, zbog približne sinkroniziranosti rotacije, uvijek okrenut prema Zemlji jednom svojom stranom. Točnije, sa Zemlje se može vidjeti otprilike 59 % mjesečeve površine zbog libracije (promjene orijentacije Mjesečeve površine u odnosu na motritelja na Zemlji). 
Prve snimke tamne strane Mjeseca snimila je sovjetska sonda Luna 3. Fotografije su izazvale priličnu senzaciju, jer se pokazalo da se ta strana Mjeseca znatno razlikuje od one vidljive sa Zemlje. Naime, tamna strana Mjeseca nema ni približno toliko Mjesečevih mora (tamnih zaravni nastalih izlijevanjem lave). Naprotiv, na udaljenoj strani krateri su gušće raspoređeni.
Mnogo formacija na tom dijelu Mjeseca imenovali su Sovjeti, jednostavno zato što su je prvi proučavali. Npr. jedno od rijetkih mora na toj strani zove se Moskovsko more (lat. Mare Moscoviense).